# Bomolocha exceptalis
Bomolocha exceptalis är en fjärilsart som beskrevs av Walker 1859. Bomolocha exceptalis ingår i släktet Bomolocha och familjen nattflyn. Inga underarter finns listade i Catalogue of Life.